# Vanessa dimorphica
Vanessa dimorphica ist ein afrikanischer Schmetterling der Gattung Vanessa aus der Familie der Edelfalter (Nymphalidae).

## Merkmale
Die männlichen Falter von Vanessa dimorphica haben eine Flügelspannweite von 42 bis 46 Millimeter, die weiblichen von 44 bis 50 Millimeter. Die Flügel haben eine schwarze Grundfarbe. Auf den Vorderflügeln verläuft ein orange-ockerfarbenes Band, das sich nicht verjüngt und dunkler ist als bei Vanessa hippomene, dem anderen auch im südlichen Afrika vorkommenden Vertreter der Gattung. Auf den Hinterflügeln verläuft ein oranges Band in der Postdiskalregion. Sie haben ein kurzes Schwänzchen, wie es sonst die Arten der Gattung Antanartia haben.
Auf den Hinterflügeln verläuft ein orange-ockerfarbenes Band in der Postdiskalregion, das sich am Ende abrupt verjüngt. Zwei recht große schwarze Augenflecken mit blauem Glanz sind hintereinander am Innenrand angeordnet. Der vordere ist weniger deutlich. Sie haben ein kurzes Schwänzchen, wie es sonst die Arten der Gattung Antanartia haben.
Die Unterseite ist bunt gemischt mit Ockerbraun, Dunkelbraun, Weiß, Metallischblau und Bronzegrün. Das orange-ockerfarbene Band der Oberseite fehlt auf dem Hinterflügel, auf dem Vorderflügel ist es viel blasser und eher breiter. Die Zeichnung der basalen Zellen auf der Vorderflügelunterseite ist bläulich- oder creme-weiß statt braun oder rot wie bei V. hippomene.
Über die Präimaginalstadien ist nichts bekannt.

### Unterarten
- Antanartia dimorphica dimorphica Howarth, 1966 kommt in Südafrika vom Kap der Guten Hoffnung bis Transval vor. Auf der Hinterflügeloberseite endet die schwarze marginale Linie nicht an Ader 3.[2]
- Antanartia dimorphica aethiopica Howarth, 1966 kommt im Hochland von Äthiopien vor. Auf der Hinterflügeloberseite endet die schwarze marginale Linie nicht an Ader 3. Zusätzlich zur Nominatform hat sie dunkle submarginale Flecken oder Augenflecken in den Zwischenräumen 4 bis 6.[2]
- Antanartia dimorphica comoroica Howarth, 1966 kommt auf der Hauptinsel der Komoren vor. Auf der Hinterflügeloberseite endet die schwarze marginale Linie an Ader 3.[2]
- Antanartia dimorphica mortoni Howarth, 1966 kommt im östlichen Hochland von Nigeria (Mambilla Plateau und Obudu Plateau), im westlichen Kamerun und Äquatorialguinea (Bioko) vor.[3] Die Bänder auf der Oberseite sind tief orangerot.[2]

### Ähnliche Arten
- Vanessa hippomene
- Antanartia schaeneia

## Geographische Verbreitung und Lebensraum
Vanessa dimorphica kommt in den folgenden Ländern vor: Sudan, Äthiopien, östlicher Kongo (Kivu, Ituri), Uganda, Ruanda, Burundi, Kenia (mit Mount Marsabit), Tansania, Malawi, Sambia, Ostgrenze von Simbabwe und Südafrika.
In Tansania ist Vanessa dimorphica im gesamten Bergwald weit verbreitet. In Sambia kommt sie auf dem Nyika-Plateau, in Simbabwe in Mutare, Vumba und den Chitora Hills vor.Vanessa dimorphica kommt in Südafrika in montanen Wäldern von Mpumalanga (Barbeton) entlang der Vorberge bis Limpopo vor.

## Lebensweise
Vanessa dimorphica lebt an Waldrändern und Lichtungen. Die Falter sind schnelle Flieger, sie setzen sich in die niedere Vegetation oder auf Wege. Die Männchen zeigen Territorialverhalten und verteidigen ihr Revier von Ästen auf Baumwipfeln aus. Beide Geschlechter besuchen Blüten und werden von Bananen-Ködern angelockt. In Südafrika fliegen die Falter das ganze Jahr über, die größte Dichte erreichen sie von Januar bis Juni. Die Raupen ernähren sich von Laportea peduncularis, Droguetia-Arten, Carduus-Arten und Brennnesselgewächsen (Urticaceae): Urtica mitis, Australina acuminata, Pouzolzia parasitica, Urera-Arten, Didymodoxa caffra und Didymodoxa capensis.

## Systematik
Vanessa dimorphica wurde 1966 von T. G. Howarth als eigene Art von Antanartia hippomene, heute V. hippomene, abgetrennt. Als Grund gab er den stärker abgestumpften Vorderflügel und das kräftigere Orange im Zentrum des schrägen Bandes auf der Unterseite des Vorderflügels an. Diese Merkmale sind besonders bei den Weibchen ausgeprägt. Erst genetische Untersuchungen von Wahlberg und Rubinoff 2011 zeigten, dass beide Arten näher mit der Gattung Vanessa verwandt sind.